# Сан-Панкрацио (город)
Сан-Панкрацио (итал. San Pancrazio) — коммуна в Италии, находится в регионе Трентино — Альто-Адидже, в провинции Больцано.
Население составляет 1584 человека (2008), плотность населения составляет 26 чел./км². Занимает площадь 62 км². Почтовый индекс — 39010. Телефонный код — 0473.
Покровителем коммуны почитается святой Панкратий Римский, празднование 12 мая.

## Демография
Динамика населения:

## Администрация коммуны
- Официальный сайт: http://www.comune.sanpancrazio.bz.it/